# Національна бібліотека України імені В. І. Вернадського
Націона́льна бібліоте́ка Украї́ни і́мені В. І. Верна́дського (НБУВ) — головна всеукраїнська книгозбірня, загальнодержавний комплексний бібліотечно-інформаційний, науково-дослідний, науково-методичний та культурно-просвітницький центр, найбільше за обсягом документно-інформаційних ресурсів книгосховище України. Одна з найбільших національних бібліотек світу. Підпорядкована НАН України, входить до її Відділення історії, філософії й права. Як особливо цінний об'єкт культури перебуває під охороною держави.
Станом на 2019 рік фонди НБУВ нараховували майже 15,8 млн одиниць.

## Історія

### Періодизація
Олексій Онищенко та Любов Дубровіна виділили такі ключові етапи у становленні бібліотеки:
- 1918 — початок 1941 — організаційний етап: заснування та розвиток установи в контексті процесу державотворення, духовного відродження та формування національної свідомості українців кінця 1910-х — кінця 1920-х років, а також — в умовах ідеологічного тиску, політичних репресій, Голодомору, фізичного знищення української інтелігенції;
- 1941–1964 — процес деструкції бібліотеки у 1941—1943, спричинений німецько-радянською війною; відродження установи в повоєнний час. Під час Другої світової війни[6], 1941 року бібліотеку евакуювали зі столиці до Уфи в Башкортостан. Там вона працювала у приміщенні державного педуніверситету.  Вже в 1944 році бібліотека відновила роботу у столиці України.
- розвиток у 1950-х — на початку 1960-х як найбільшої державної публічної культурно-просвітницької бібліотечної установи України;
- 1965–1991 — активізація процесів централізації та уніфікації, формування та обігу фондів, активізація культурно-масової діяльності тощо з метою забезпечення розвитку вітчизняної науки;
- 1991 — по т. ч. — новітній етап розвитку бібліотеки, що безпосередньо пов'язаний з проголошенням Україною незалежності. Як підсумок, сьогодні НБУВ — одна з найбільших книгозбірень світу, головний науково-інформаційний центр держави. Активне формування власних електронних бібліотечно-інформаційних ресурсів сприяє трансформації її на інституцію відкритого типу з вільним доступом до інформації.

### Хронологія

Корпус НБУВ по вул. Володимирській, 62

Центральний вхід до головного корпусу Національної бібліотеки ім. Вернадського, Київ, проспект Голосіївський, 3

- 1918–1923 — організаційний етап.
  - 1918, 2 серпня — офіційна дата заснування бібліотеки. Цього дня гетьман Павло Скоропадський підписав ухвалений Радою Міністрів Української Держави закон «Про утворення Фонду Національної бібліотеки Української Держави», опублікований 8 серпня 1918 у газеті «Державний вістник» — офіційному органі гетьманської влади[7]
  - 1918, 5 жовтня — міністр народної освіти та мистецтва Микола Василенко затвердив Інструкцію Тимчасового комітету (ТК) для заснування Національної бібліотеки Української Держави, на який покладалися завдання з опрацювання концепції розвитку майбутньої національної книгозбірні та розроблення її правових засад, зокрема — Положення про бібліотеку та її Статуту. До складу Тимчасового комітету увійшли провідні українські вчені та діячі культури того часу: Сергій Єфремов, Гнат Житецький, Агатангел Кримський та Веніамін Кордт. Очолив ТК Володимир Вернадський, котрий заклав у модель створюваної бібліотеки організаційні принципи установ загальнонаціонального і світового значення, зокрема — ідею про триєдиний комплекс — бібліотечний, інформаційний та освітній, на базі якого має проводитися відповідна науково-дослідна робота.
  - 1918, 11 жовтня — оприлюднено концепцію Національної бібліотеки Української Держави, де, зокрема, наголошувалось: «Завдання бібліотеки, — закласти на Вкраїні велику книгозбірню всесвітнього типу, яка гуртувала б у собі все, що витворено людською думкою та знаттям по всіх науках; таку книгозбірню, щоб давала спромогу, не виїздячи з країни, познайомитися в найповнішій мірі з світовою літературою по всіх паростях людського знаття, писаною геть усіма мовами»[8] Окремою метою визначалася організація українського відділу (Ucrainica), щоб збирати все, що друкувалося будь-коли і будь-де українською мовою, літературу, писану всіма мовами про історію і культуру українського народу, про народи, які живуть на території України, про природу України та інше.
  - 1919 — прийнято перший статут Національної бібліотеки України, яким визначалися базові принципи її формування: різноманітність та повнота книжкового фонду; позаполітичність, публічність, загальнодоступність, безкоштовність і доступність до інформації. З ініціативи Володимира Вернадського було встановлено, що бібліотека одержує безплатно по два примірники всіх видів видань з усіх друкарень України.
  - 1919, початок — бібліотеці надано одну кімнату у будинку Міністерства освіти (Київ, вул. Терещенківська, 2).
  - 1919, березень — установа одержала тимчасове приміщення — головний корпус Колегії Павла Ґалаґана на вулиці Богдан Хмельницького, 9. Згодом її було переведено до чотирьох кімнат у найменшому корпусі Колегії (на розі вулиць Пушкінської та Богдана Хмельницького).
  - 1923, 8 квітня — завершилась діяльність Тимчасового комітету для заснування бібліотеки.
- 1923–1928 — бібліотека розгорнула діяльність у галузі організації фондів та системи каталогів, обслуговування читачів, створено концепцію фонду україніки, почалася робота з формування Українського бібліографічного репертуару та національної бібліографії, закладалися засади українського бібліотекознавства та книгознавства. Діяльність установи організовувалась та підтримувалась силами провідних учених і діячів культури, фахівців з бібліотечної та книжкової справи, зокрема: Дмитра Багалія, Юрія Іванова-Меженка, Євгена Ківлицького, Володимира Липського, Володимира Міяковського, Петра Стебницького, Павла Тутковського.
  - 1923 — бібліотека почала одержувати два обов'язкових примірники творів друку УРСР, розпочато створення фонду архівного примірника творів друку України.
- 1929–1934 — цей проміжок часу характеризувався перетворенням книгозбірні на головну державну бібліотеку УРСР, цілеспрямованою переорієнтацією її діяльності на масового читача, трансформацією бібліотечної системи та виконання нею завдань т. зв. соціалістичного будівництва. Значно зросли обсяги передплати та закупівлі літератури суспільно-політичного, пропагандистського характеру, проводилося систематичне вилучення «ідеологічно шкідливих» видань.
  - Корпус НБУВ по вул. Володимирській, 62 1929–1930 — за проєктом архітекторів Павла Альошина та Василя Осьмака у Києві для бібліотеки було споруджено спеціалізоване приміщення по вул. Володимирській, 62, що дало змогу розширити обсяги робіт, пов'язані з комплектуванням, опрацюванням та каталогізацією видань, обслуговуванням читачів. Ця будівля становить єдиний архітектурний ансамбль разом із будинком Наукової бібліотеки імені М. Максимовича Київського національного університету імені Тараса Шевченка (вул. Володимирська, 58; споруджений за проєктом тих самих архітекторів у 1939—1940) та головним («червоним») корпусом університету. З 1989 у приміщенні на вул. Володимирській, 62 розташована філія № 1 НБУВ. У різні роки тут працювали Дмитро Балика, Борис Зданевич, Віктор Іваницький, Федір Максименко, Сергій Маслов, Павло Попов, Степан Постернак, Микола Сагарда, Михайло Ясинський та багато інших дослідників, котрі своєю діяльністю сформували не лише бібліотечну та бібліографічну, а й наукову установу національного рівня.
- 1935–1941 — етап у розвитку установи, який визначився уніфікацією її діяльності та перетворенням на бібліотеку загального типу, здатну сприяти як задоволенню потреб академічної науки, так і всебічному розвитку техніки, виробництва, різних галузей знання.
- 1941–1948 — німецько-радянська війна та пов'язані з нею евакуація й окупація, котрі характеризувалися деструкцією діяльності бібліотеки, а також — повоєнне відновлення її функціонального стану. У період війни бібліотека була розділена — частина фондів та співробітників перебували в евакуації у місті Уфа (серпень 1941 — травень 1944), частина — працювала у Києві під німецькою окупацією, впродовж якої (вересень 1941 — листопад 1943) до Німеччини було вивезено понад 320 тис. унікальних, рідкісних, цінних видань і колекцій, з яких лише дещиця них повернулася до Києва у 1944—1946.
  - 1946 — починає виходити «Журнал Бібліотеки Академії наук УРСР».
- 1948–1964 — виокремлення цього часового проміжку в окремий етап розвитку національної книгозбірні зумовлено перетворенням її на Державну публічну бібліотеку УРСР, що було вимушеним кроком, позаяк під час війни фактично всі столичні бібліотеки (у тому числі Державна публічна бібліотека, нині — Національна бібліотека України імені Ярослава Мудрого), були зруйновані.
  - 1951 — починаючи з цього року до бібліотеки почали надходити по два обов'язкових примірники авторефератів та по одному — дисертацій, захист яких відбувся в наукових установах та вищих навчальних закладах України. Того ж року установа включилася до системи міжнародного абонемента, встановила зв'язки із зарубіжними науковими закладами.
  - 1960 — бібліотека розпочала виконання функцій депозитарію публікацій Організації Об'єднаних Націй в Україні.
  - 1964, 24 травня — у бібліотеці сталася велика пожежа, організована співробітником установи Віктором Погружальським. Значних збитків було завдано фонду вітчизняних періодичних видань, українським книжкам переважно радянського періоду, певній кількості зарубіжних журналів, частині дублетного фонду україніки. Всього було втрачено близько 10 % основного фонду, однак упродовж кількох наступних років за допомогою інших бібліотек його було відновлено. Пожежа, попри негатив, стимулювала вирішення багатьох питань діяльності бібліотеки: було побудовано додаткове книгосховище, відбулося раціональне розміщення фондів, вдосконалено організацію вітчизняного та іноземного комплектування, впроваджено нову систему обліку літератури, методів і форм обслуговування.
- 1965–1991 — ці роки позначені розширенням і поглибленням функцій книгозбірні як головної наукової бібліотеки УРСР із колосальним бібліотечним фондом, висококваліфікованим персоналом, значною матеріально-технічною базою. Не відмовляючись від універсальності фондів, книгозбірня зменшила обсяг комплектування за рахунок деяких типів видань, зокрема матеріалів патентної та нормативно-технічної документації, переданої до бібліотечних фондів УкрНТЕІ, інших спеціалізованих видів літератури. До бібліотеки прийшло нове покоління бібліотекарів, бібліографів, книгознавців, які зробили вагомий внесок щодо бібліографічного забезпечення розвитку науки і культури, зокрема у галузі шевченкіани та української літератури в цілому. Серед них — Лілія Бєляєва, Микола Візир, Лев Гольденберг, Давид Йофанов[9], Олександр Молодчиков, Степан Петров, Федір Сарана, Софія Сороковська, Федір Шимченко, а у 1980-х — 1990-х — Олена Апанович, Олексій Путро, Михайло Слободяник, Іван Шовкопляс та багато інших діячів вітчизняної бібліотечної справи, книгознавства та бібліографії, істориків та філологів.
  - 1971, травень — бібліотеці надано статус наукової установи, що сприяло активізації наукових досліджень у галузі книгознавства, бібліотекознавства та бібліографознавства, забезпечення розвитку науково-технічної інформації.
  - 1980 — фонди бібліотеки нараховували понад 10 млн назв, у тому числі — 516 інкунабул, близько 300 000 рукописів, понад 6500 книг 15–16 ст., писаних церковнослов'янською мовою; найповніша в Україні збірка комплектів газет і журналів (понад 119 тис.).
  - 1988, 19 лютого — постановою Ради Міністрів УРСР бібліотеці присвоєно ім'я одного з її фундаторів — академіка Володимира Вернадського. Вона отримала статус науково-дослідної установи, перетворилася на всеукраїнський центр книгознавства, бібліотекознавства та бібліографознавства.
  - Центральний вхід до головного корпусу Національної бібліотеки ім. Вернадського, Київ, проспект Голосіївський, 3 1989 — завершилось спорудження нового приміщення бібліотеки (Київ, просп. Голосіївський, 3), у якому було створено значно більш сприятливі умови для оптимізації формування та використання фондів, організації обслуговування читачів з урахуванням новітніх вимог до надання інформації. Тоді ж — наприкінці 1980-х — почалося опрацювання фондів, які у радянські часи з ідеологічних причин вважалися забороненими або неактуальними: були повернені з небуття до активного використання фонди української національної історії та культури, фонди польської культури та юдаїки, архіви багатьох учених і діячів культури, почалася підготовка нових каталогів та інформаційних видань для читачів, започаткований та плідно розвивається напрям історії бібліотечної справи, біографічні дослідження. Бібліотека першою в країні розпочала процес автоматизації своєї діяльності із запровадженням інформаційно-комунікативних технологій у бібліотечну практику, відбулося створення електронних каталогів, переорієнтація на нові комп'ютерні технології.
- 1991 — по т. ч. — новітній період діяльності бібліотеки, який характеризується суттєвими змінами, зумовленими становленням незалежної України, формуванням ринкових відносин.
  - 1993 — розроблено нову концепцію структури і функцій бібліотеки, спрямовану на оптимізацію використання її багатоаспектних потенційних можливостей як загальнодержавного, науково-інформаційного комплексу, найзначнішого за документними ресурсами книжкового та рукописного державного сховища України, а також провідної науково-дослідної установи, яка вирішує коло взаємопов'язаних книго-, бібліотеко-, бібліографо-, архівознавчих, науково-інформаційних та інших питань. З цього ж року у бібліотеці діє аспірантура, докторантура та спеціалізована вчена рада із захисту кандидатських і докторських дисертацій. Станом на кінець 2018 було підготовлено 27 докторів і 167 кандидатів наук у галузі книгознавства, бібліотекознавства, бібліографознавства, інформатики, документознавства та архівознавства.
  - 1996, 5 квітня — указом Президента України Леоніда Кучми бібліотеці надано статус національної установи. Тим самим указом у бібліотеці утворено Фонд Президентів України (ФПУ), що досліджує інститут президентства у світі, а також збирає, зберігає і впроваджує у науковий і культурний обіг документні матеріали, які відображають політичну і державну діяльність та життя президентів України.
  - 1998 — бібліотека спільно з Інститутом проблем реєстрації інформації НАН України розпочала формування реферативної бази даних «Україніка наукова» та видання українського реферативного журналу «Джерело».

### Назви
- 1918 — Національна бібліотека Української Держави.
- 1919 — Національна бібліотека України у місті Києві при Українській академії наук.
- 1919—1920 — Всенародна бібліотека України при Всеукраїнській академії наук у місті Києві.
- 1920—1934 — Всенародна бібліотека України у Києві.
- 1934—1936 — Державна бібліотека Всеукраїнської академії наук.
- 1936—1948 — Бібліотека Академії наук УРСР.
- 1948—1965 — Державна публічна бібліотека УРСР.
- 1965—1988 — Центральна наукова бібліотека АН УРСР.
- 1988—1991 — Центральна наукова бібліотека ім. В. І. Вернадського АН УРСР.
- 1991—1994 — Центральна наукова бібліотека ім. В. І. Вернадського АН України.
- 1994—1996 — Центральна наукова бібліотека ім. В. І. Вернадського НАН України.
- 1996 — по т. ч. — Національна бібліотека України імені В. І. Вернадського.

### Очільники
- 1918, серпень — 1919, вересень — Володимир Вернадський (як голова Тимчасового комітету для заснування Національної бібліотеки Української Держави).
- 1919, вересень — 1920, вересень — Євген Ківлицький (як голова Ради бібліотекарів Всенародної бібліотеки України).
- 1920, вересень — 1923, 26 березня — Юрій Іванов-Меженко.
- 1923, 26 березня — 1929, 24 жовтня — Степан Постернак (перший офіційний директор бібліотеки).
- 1929, 25 жовтня — 1930, 15 квітня — Віктор Іваницький (тимчасовий виконувач обов'язків директора).
- 1930, 15 квітня — 1933, 26 липня — Ничипір Миколенко.
- 1933, 26 липня — 21 серпня — Антон Яременко[10] (тимчасовий виконувач обов'язків директора).
- 1933, 21 серпня — 20 вересня — Максим Завальний[11] (тимчасовий виконувач обов'язків директора).
- 1933, 21 вересня — 1936, 26 травня — Василь Іванушкін.
- 1936, 26 травня — 1937, 11 жовтня — Зінаїда Ільницька (тимчасовий виконувач обов'язків директора).
- 1937, 11 жовтня — 1941, 15 червня — Олександр Михайличенко[12].
- 1941, 15 червня — 1943, 15 листопада — Борис Зданевич.
- 1943, 15 листопада — 1945, 10 червня — Тетяна Марковська[13] (тимчасовий виконувач обов'язків директора).
- 1945, 11 червня — 1948, 31 січня — Юрій Іванов-Меженко.
- 1948, 1 лютого — 7 травня — Георгій Плеський (тимчасовий виконувач обов'язків директора).
- 1948, 7 травня — 1949, 3 грудня — Іван Золотоверхий[14].
- 1949, 3 грудня — 1951, 12 вересня — Катерина Грибівська[11] (тимчасовий виконувач обов'язків директора).
- 1951, 12 вересня — 1964, 15 червня — Віктор Дончак.
- 1964, 16 червня — 16 вересня — Микита Рудь[15].
- 1964, 16 вересня — 1969, 14 травня — Іван Черненко.
- 1969, 15 травня — 1979, 14 червня — Степан Гутянський.
- 1979, 15 червня — вересень — Лілія Бєляєва (тимчасовий виконувач обов'язків директора).
- 1979, вересень — 1984, 27 серпня — Борис Ковалевський.
- 1984, 28 серпня — 1985, 5 серпня — Федір Шимченко (тимчасовий виконувач обов'язків директора).
- 1985, 5 серпня — 1992, 15 липня — Микола Сенченко.
- 1992, 23 липня — 2013, 15 березня — Олексій Онищенко.
- 2013, 18 березня — 2018, 27 квітня — Володимир Попик.
- 2018, 28 квітня — по т. ч. — Любов Дубровіна (до 7 листопада 2018 — виконувачка обов'язків генерального директора).

## Сучасність

### Структура
- У сучасній структурі НБУВ функціонує понад 50 підрозділів, згрупованих за напрямами діяльності в науково-дослідні інститути — архівознавства, бібліотекознавства, біографічних досліджень, інформаційних технологій, книгознавства, рукопису.
- Діють відділи: комплексного бібліотечного обслуговування, комплексного опрацювання документів, комплексного формування бібліотечних ресурсів, міжбібліотечного абонемента, організації та обслуговування основним фондом, формування та використання газетних фондів, допоміжні та технічні підрозділи.
- Служба інформаційно-аналітичного забезпечення (СІАЗ НБУВ) здійснює комплексну аналітичну, прогностично-консультаційну роботу, покликану інформаційно забезпечувати процеси реформування українського суспільства і на базі документних матеріалів та електронних потоків інформації аналізувати політичні й соціально-економічні процеси в Україні, процеси державотворення тощо.
- Національна юридична бібліотека (НЮБ) як структурний підрозділ НБУВ формує інформаційні ресурси у галузі законознавства та права.
- На базі НБУВ сформовано Австрійську та Іранську бібліотеки, відбувається формування Китайської бібліотеки.
- Бібліотека має статус всеукраїнського центру реставрації та консервації документів, є науково-методичним центром для мережі бібліотек та архівних підрозділів НАН України.
- Фонд Президентів України — структурний підрозділ НБУВ, що діє на правах науково-дослідного інституту та забезпечує збирання, збереження та запровадження в науковий і культурний обіг документальних матеріалів (видань, архівних документів, кіно-відео-фотоматеріалів, електронних видань, баз даних тощо), які відображають державну, суспільно-політичну діяльність та життя Президентів України, функціонування інституту президентства за кордоном, діяльність президентів іноземних держав. Фонд володіє великою колекцією подарунків Президентам України Леонідові Кравчуку, Леонідові Кучмі та Вікторові Ющенку (традиційно більшість подарунків главі української держави — офіційних та від простих громадян — надходить на зберігання саме до Фонду Президентів України). В рамках експозиційної діяльності Фонду, деякі подарунки оформлюються у тематичні виставки. Особливо цінні подарунки зберігаються у спецсховищі НБУВ.

### Персонал
- Станом на кінець 2018 у НБУВ працювало понад 800 співробітників, з них бібліотечних — 60 %, наукових — 25 %, допоміжних — 15 %.
- Серед наукових співробітників — 27 докторів та 125 кандидатів наук. Між провідних фахівців — академік НАН України Олексій Онищенко, члени-кореспонденти НАН України Любов Дубровіна та Володимир Попик, доктори наук: Тетяна Антонюк, Лариса Буряк, Людмила Гнатенко, Валерій Горовий, Тетяна Гранчак, Тетяна Добко, Марат Закіров, Сидір Кіраль, Галина Ковальчук, Катерина Лобузіна, Сергій Міщук, Володимир Омельчук, Надія Стрішенець та інші.

### Видавнича діяльність
- Щорічно НБУВ видає до 40 назв фундаментальних наукових праць у галузі історії культури, національної бібліографії та біобібліографії провідних українських діячів і вчених, рукописної та книжкової спадщини, історії книги й бібліотечної справи, у галузі збереження, консервації та реставрації фондів, серію друкованих каталогів і покажчиків спеціалізованих фондів (рукописних, нотних, образотворчих, картографічних видань, вітчизняної та іноземної періодики), стародруків й рідкісних видань, колекцій. Досліджуються матеріали та публікуються видання з історії науки, НАН України, видатних учених.
- Інформаційний простір поповнюють монографічні видання з проблем трансформації бібліотек у сучасні інформаційні центри обслуговування користувачів електронною та друкованою інформацією, розвитку комп'ютерних технологій, різноманітні оглядові науково-інформаційні продукти з аналізом інформаційних масивів, пов'язаних із відображенням актуальних питань політичної та економічної розбудови української держави. Численні тематичні бюлетені інформаційно-аналітичних підрозділів НБУВ містять матеріали про еволюцію національного інформаційного простору, найбільш суспільно значимі події в житті України, напрями міжнародного співробітництва. Вони розсилаються у середовищі постійних користувачів та відображаються на сайті Центру досліджень соціальних комунікацій. Там же відображені і результати спеціального напряму наукових досліджень — наукометричні та бібліометричні дослідження періодики в Україні.
- Бібліотека видає періодичні фахові видання, що включені до списку Міністерства освіти і науки України, зокрема — науково-практичний і теоретичний журнал «Бібліотечний вісник», інформаційно-аналітичний журнал «Україна: події, факти, коментарі», тематичні бюлетені «Громадська думка про правотворення», «Конституційний процес в Україні» та ін., спеціалізовані тематичні збірники «Українсько-македонський науковий збірник», «Слов'янські обрії» (Міжнародного комітету славістів). «Наукові праці Національної бібліотеки України імені В. І. Вернадського», «Рукописна та книжкова спадщина України: Археографічні дослідження унікальних архівних та бібліотечних фондів», «Українська біографістика», «Библиотеки национальных академий наук: проблемы функционирования, тенденции развития» (орган Ради директорів наукових бібліотек та інформаційних центрів академій наук — членів Міжнародної асоціації академій наук — МААН), а також фахові видання НБУВ увійшли до міжнародних наукометричних баз даних.
- НБУВ спільно з Інститутом проблем реєстрації інформації НАН України формує базу даних «Україніка наукова» та щоквартально видає український реферативний журнал «Джерело», який виходить у чотирьох галузевих серіях.
- З 2017 року НБУВ формує електронний архів публікацій НБУВ — Репозитарій НБУВ (EverLib).

### Міжнародна діяльність
- НБУВ — член Міжнародної федерації бібліотечних асоціацій та установ, Конфедерації європейських національних бібліотек, Міжнародної асоціації музичних бібліотек, архівів і документних центрів.
- На базі НБУВ діють професійні об'єднання: Асоціація бібліотек України, Рада директорів наукових бібліотек та інформаційних центрів академій наук — членів МААН та Українське біографічне товариство.
- Бібліотека здійснює міжнародний книгообмін з 591 науковою установою у 62 країнах, щорічно проводить міжнародні конференції, симпозіуми, наради з актуальних питань розвитку діяльності бібліотек у сучасному світі, інформаційної діяльності наукових бібліотек та інформаційних центрів.

### Бібліотечне обслуговування

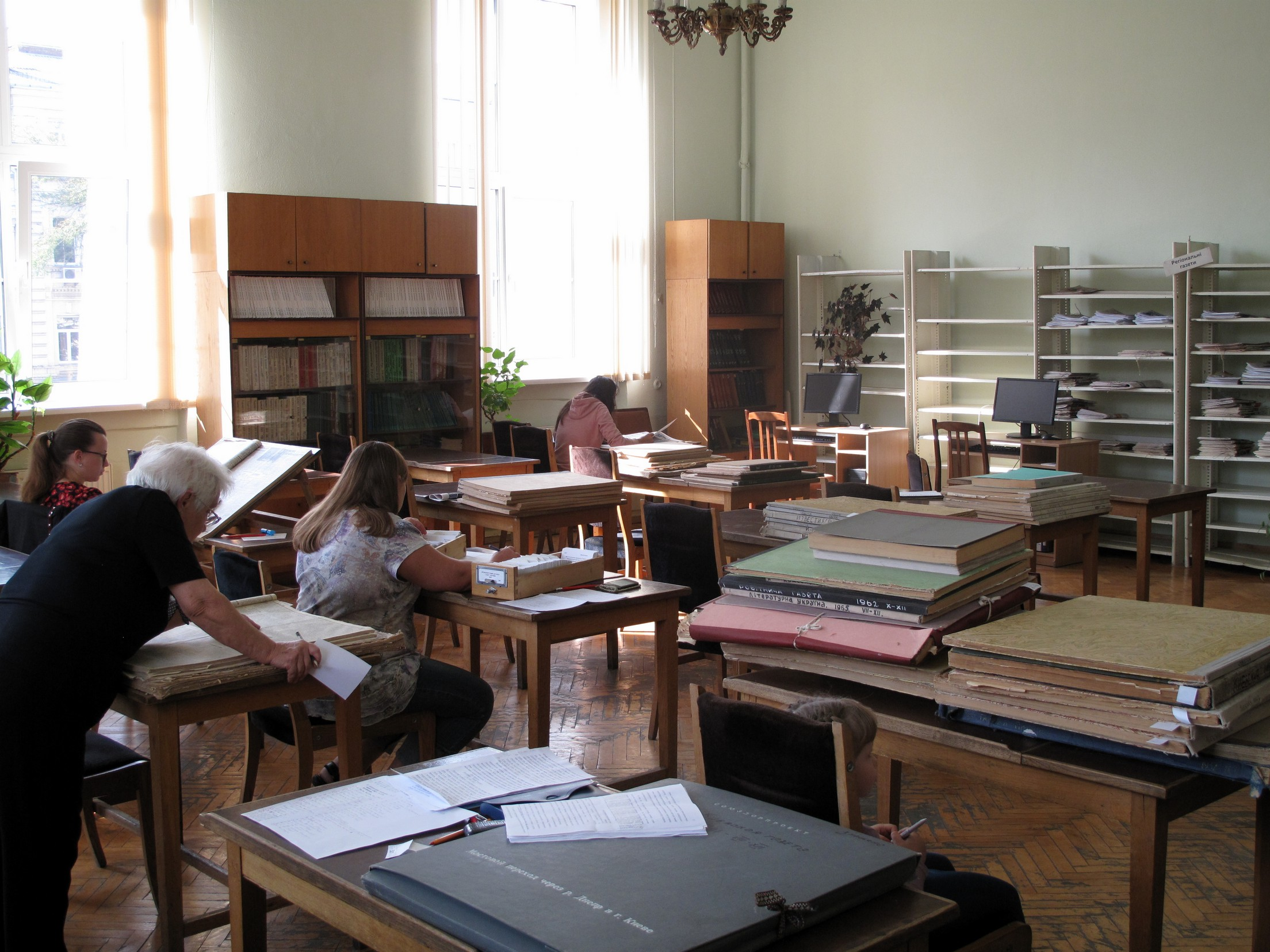
Читачі в залі Відділу газетних видань

Універсальними інформаційними ресурсами бібліотеки користується близько 500 тис. читачів, яким щорічно видається до 5 млн документів. Щодня бібліотеку відвідує 2 тис. науковців, фахівців, аспірантів і студентів. Їх інформаційне обслуговування здійснюється в 16 галузевих та спеціалізованих залах основного бібліотечного комплексу, а також у 6 залах філії, де розміщено найбільше в Україні зібрання газет, фонди рукописів, стародруків і рідкісних видань, естампів і репродукцій, нотних видань, зібрання юдаїки, а також значна частина Архівного фонду Національної академії наук України. Інтернет-портал бібліотеки щодоби відвідують понад 40 тис. користувачів. Особлива категорія абонентів — інформаційні служби органів державної влади, серед яких Верховна Рада України, Адміністрація Президента України і Кабінет Міністрів України.

### Довідково-пошуковий апарат
Пошуковий апарат НБУВ має в своєму складі систему бібліотечних каталогів та картотек і фонд довідково-бібліографічних видань обсягом 200 тисяч примірників. Цей фонд включає документи нормативного характеру (закони, укази, постанови тощо), енциклопедії, тлумачні словники, довідники, бібліографічні посібники. Систему бібліотечних каталогів і картотек утворюють генеральний алфавітний каталог, читацькі алфавітний і систематичний каталоги та понад 30 каталогів і картотек підрозділів бібліотеки. З 1994 р. наповнюється електронний каталог, з 1998 — загальнодержавна реферативна база даних «Україніка наукова».
У локальних інформаційних мережах бібліотеки знаходиться понад 700 комп'ютерів; на Інтернет-порталі — 3,5 млн бібліографічних і 597 тис. реферативних записів, а також 580 тис. повних текстів документів. Пошук у електронних ресурсах здійснюється програмним модулем ІРБІС (БД SDS-ISIS ЮНЕСКО).

### Науково-дослідна діяльність
Національна бібліотека України імені В. І. Вернадського — науково-дослідний інститут у галузі науково-інформаційної діяльності, бібліотекознавства та суміжних наук. Вона має аспірантуру і спеціалізовану вчену раду по захисту дисертацій на здобуття ступенів кандидата та доктора наук зі спеціальностей:
- 27.00.02 — документознавство, архівознавство (історичні дисципліни, соціальні комунікації)
- 27.00.03 — книгознавство, бібліотекознавство, бібліографознавство (історичні дисципліни, соціальні комунікації)

Бібліотека проводить щорічні міжнародні наукові конференції, науково-просвітницькі та інші заходи.

## Фонди та електронні ресурси

### Фонди

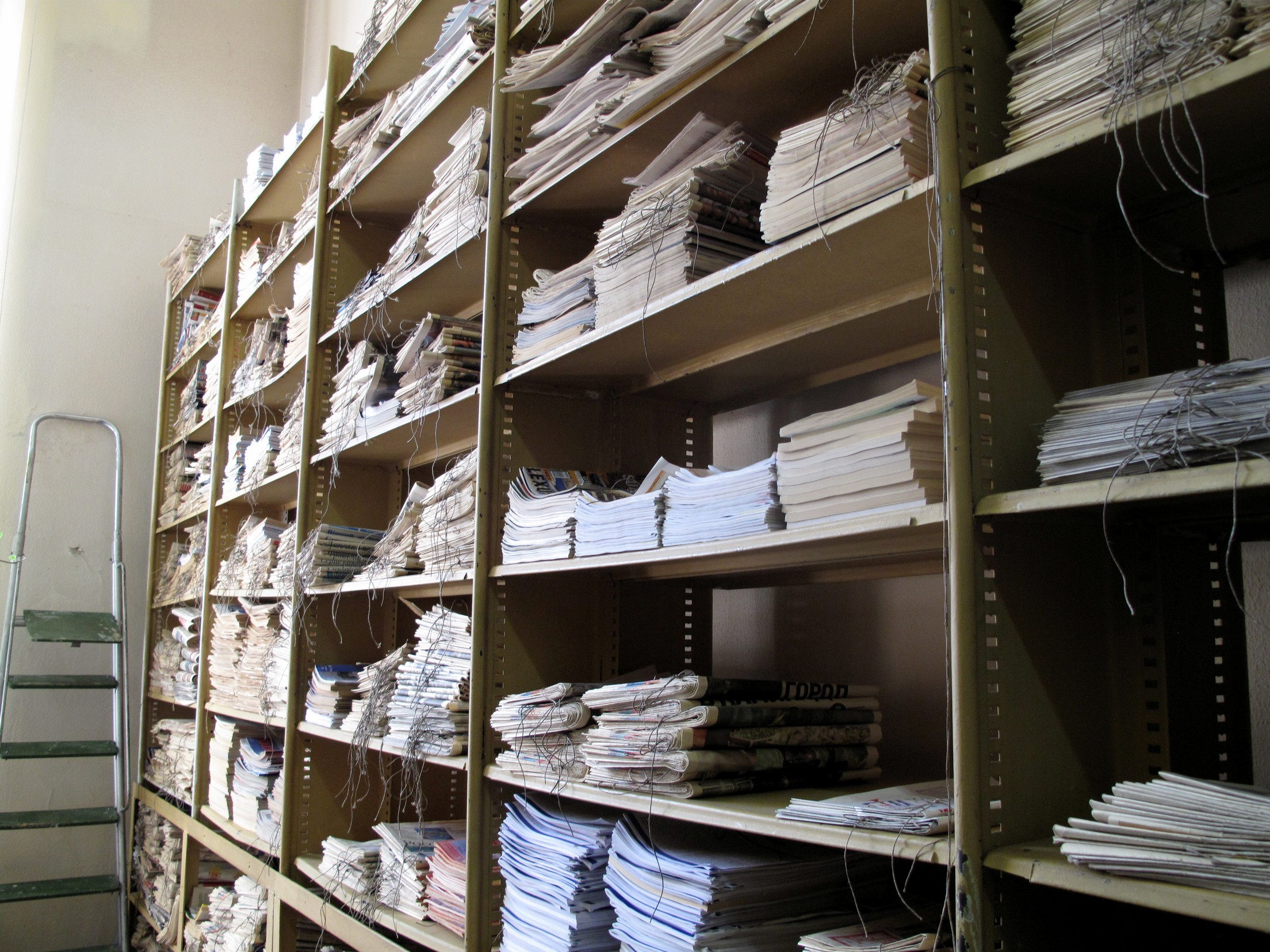
Стелаж з газетними виданнями

- Фонди НБУВ — національна культурна спадщина України — нараховують майже 15,8 млн одиниць зберігання та є універсальними як за змістом, так і за видами документів.[5]
- Універсальними інформаційними ресурсами бібліотеки користується близько 240 тис. читачів, яким щорічно видається майже 1 млн документів.
- Щодня Бібліотеку відвідує близько 1 тис. науковців, аспірантів і студентів, фахівців різного профілю.
- Інформаційне обслуговування здійснюється в 16 галузевих та спеціалізованих залах основного бібліотечного комплексу (нових надходжень, вітчизняної й зарубіжної періодики, довідково-бібліографічних видань, публікацій ООН, Австрійської, Іранської бібліотек, дисертацій та видань на мікроносіях, картографічних видань, бібліотекознавчої літератури та ін.), а також у дев'яти залах корпусу по вул. Володимирській, 62, де розміщено найбільше в Україні зібрання газет, фонди рукописів, стародруків і рідкісних видань, естампів і репродукцій, нотних видань, бібліотечних зібрань та історичних колекцій, зібрання юдаїки, а також значна частина Архівного фонду Національної академії наук України. Фонди рукописів, стародруків, рідкісних видань, історичних колекцій, архівний фонд та депозитарій НБУВ занесено до переліку наукових об'єктів, що становлять національне культурне надбання України.
- Інформація розташована на різних носіях — від клинописних табличок і єгипетських папірусів до книг, журналів, продовжуваних видань, колекцій карт, нот, образотворчих матеріалів, рукописів, стародруків та рідкісних видань, газет, електронних бібліографічних баз даних та цифрового ресурсу книжкової культурної спадщини.
- Бібліотека має найповніше в Україні зібрання пам'яток слов'янської писемності та рукописних книг 10–12 ст., писемні пам'ятки культур різних народів, архіви та книжкові колекції видатних діячів української й світової науки та культури, в тому числі видатних українських письменників 19–20 ст., загальним обсягом близько 600 тис. одиниць зберігання.

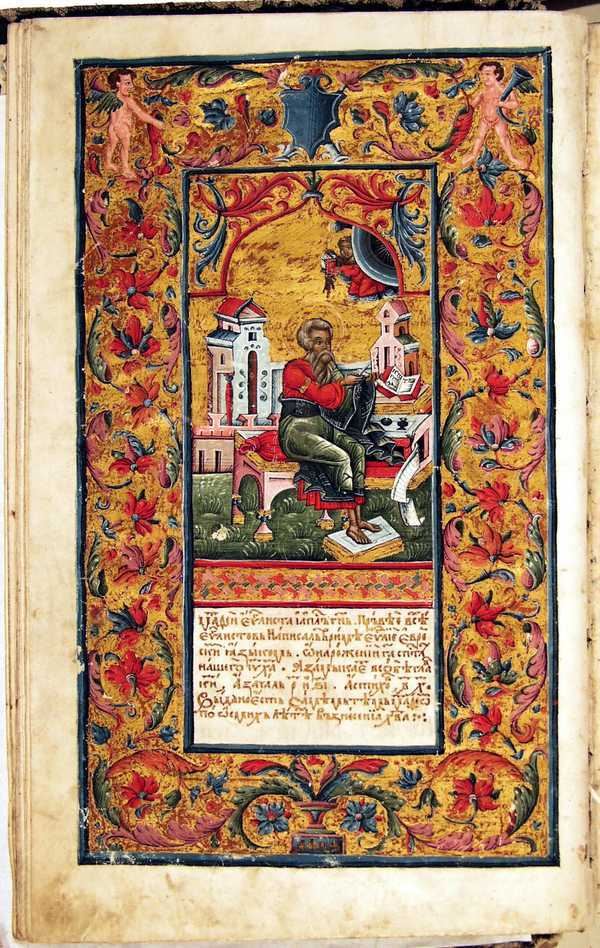
Мініатюра «Святий Лука». Пересопницьке Євангеліє (1556—1561)

- Мініатюра «Святий Лука». Пересопницьке Євангеліє (1556—1561) Серед унікальних пам'яток писемності у НБУВ зберігаються: Київські глаголичні листки (10 ст.) — один із найдавніших вітчизняних рукописів; Пересопницьке Євангеліє (1556—1561), яке є символом української державності — на ньому присягають президенти України під час інавгурації; грецькі, латинські, польські, єврейські, східні та інші рукописи 11–18 ст., колекції історичних документів.

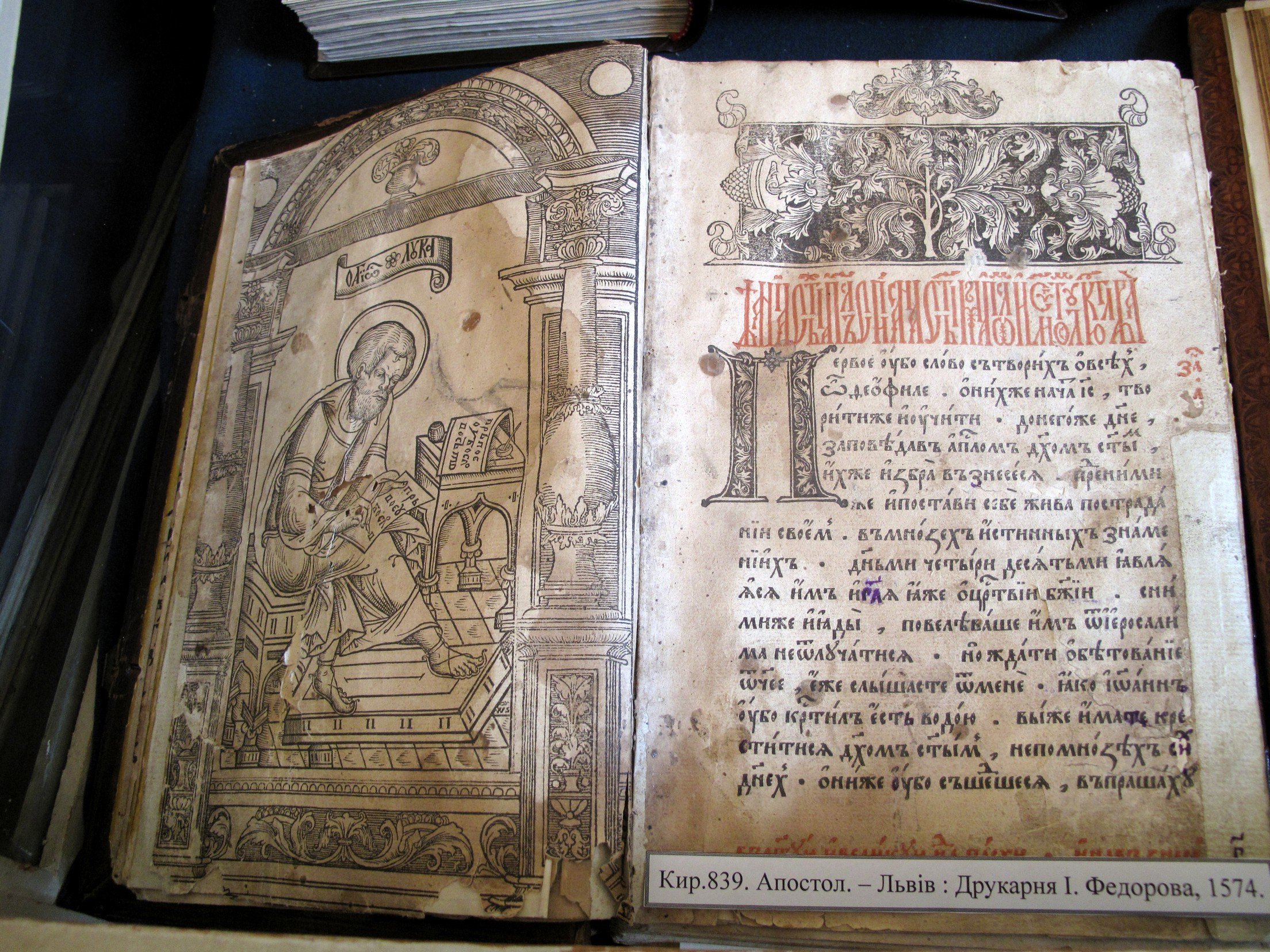
Апостол, 1574 р.

- Апостол, 1574 р. Представлені також пам'ятки західноєвропейського книгодрукування 15–16 ст., інкунабули, палеотипи, книжкова продукція знаменитих європейських фірм — Альдів, Ельзевірів, Етьєнів, Плантенів, одне з найбільших у країні зібрань книг кириличного друку, першодруки і стародруковані книги з Віленської, Києво-Печерської, Львівської братської, Московської, Острозької, Новгород-Сіверської, Почаївської друкарень, зокрема — московський «Апостол» (1564) і «Апостол львівський» (1574) Івана Федорова, Віленське «Євангеліє» Петра Мстиславця (1575), «Требник» Петра Могили (1646).
- Унікальним стародруком є книга Геродота «Історія» (видання 1494), в одному з розділів якої описане життя степових скіфів-землеробів та інших племен на території України в 5 ст. до н. е.
- У фонді бібліотечних та історичних колекцій зберігаються різні бібліотечні зібрання просвітницьких установ та вищих навчальних закладів минулого (бібліотеки Київської духовної академії, Університету Св. Володимира, Острозької академії та ін.) та особисті бібліотеки історичних осіб, родові зібрання, колекції видатних науковців і діячів культури.
- Зал картографії — найбільший в Україні спеціалізований бібліотечний підрозділ, який обслуговує читачів картографічними виданнями й матеріалами з геодезії, картографії, геології, географії та інших наук про Землю. У масиві унікального картографічного фонду — різноманітні карти, атласи, плани, картограми та інші матеріали 16 ст., вітчизняні й зарубіжні, різні за мовами, тематикою, призначенням і виготовленням.
- Стелаж з газетними виданнями Газетні фонди НБУВ — найповніший спеціалізований архів цього виду друку в Україні, налічують близько 182 тис. річних комплектів газет. Українські газети представлені, починаючи з 1818 (найдавніші — «Харьковские известия», видання Харківського університету), іноземні — з 1778 (Gazeta Warszawska).
- Зібрання відділу зарубіжної україніки, заснованого у 1991, містить праці українців, видані українською мовою, дослідження про українців та Україну, виданих поза її межами.
- Фонд відділу формування музичного фонду має найбільше нотосховище в Україні і одне з найбагатших у світі — воно налічує близько 225 тис. одиниць зберігання. Зібрання нот охоплює видання від другої половини 17 ст., здебільшого це — всі види нотної продукції, що видавалися й видаються в Україні. Особливою цінністю фонду є колекція нот із зібрання роду Розумовських. Вони датуються другою половиною 18 — серединою 19 ст. і походять із більшості країн Європи. Багато з них рідкісні й унікальні, єдині в світі.
- Фонд відділу образотворчих мистецтв містить понад 262 тис. одиниць зберігання різноманітних мистецьких творів людства, у тому числі України, від 17 ст. — до наших днів: лубки, гравюри, різноманітні зображення місцевостей, архітектурних пам'яток, історичних подій, книги, журнали, альбоми, репродукції мистецьких творів, листівки, плакати, портрети.
- Зібрання відділу фонду юдаїки (близько 142 тис. одиниць зберігання) складається з багатьох колекцій єврейської літератури та рукописів. Тут зберігаються архіви єврейських товариств, що існували на території України, й приватні архіви, пам'ятки друку, книжкові, журнальні, газетні видання.
- У відділі науково-бібліографічної інформації зібрано понад 250 тис. одиниць зберігання найрізноманітніших джерел інформації: вітчизняні та зарубіжні енциклопедії, загальні й галузеві довідники і бібліографічні покажчики, національні бібліографії зарубіжних країн, бібліографічні, реферативні, оглядово-аналітичні видання органів науково-технічної інформації міжнародних інформаційних центрів.

### Електронні ресурси
- Починаючи з 1998 здійснюється цілеспрямоване формування фонду електронних ресурсів НБУВ. Мережеві інформаційні ресурси бібліотеки як науково-інформаційного центру вміщують: зібрання «Наукова періодика України» (900 тис. статей з 2600 журналів), електронні тексти (845 тис. документів, із них — 60 тис. авторефератів дисертацій), аналітичні матеріали (5 тис. випусків оперативної інформації та інформаційно-аналітичних оглядів), каталоги та картотеки (4 млн бібліографічних записів і 5 млн зображень карток генерального алфавітного каталогу); реферативну базу даних «Україніка наукова» (547 тис. записів), інформаційний портал «Наука України: доступ до знань», електронна бібліотека «Україніка», Цифрова бібліотека історико-культурної спадщини[d], а також реалізовані унікальні проєкти, спільні з науковими установами та архівами, зокрема «Електронний архів Михайла Грушевського», «В. І. Вернадський», «Т. Г. Шевченко» тощо.
- Бібліотека бере активну участь у формуванні ресурсів інформаційно-аналітичної продукції: «Конституційна Асамблея: політико-правові аспекти діяльності», «Україна: події, факти, коментарі», «Соціальні мережі як чинник інформаційної безпеки», «Резонанс», «Шляхи розвитку української науки», «Безпека підприємництва» та інші спеціальні видання згідно з потребами замовників.
- Інтернет-портал НБУВ щорічно використовують майже 3,5 млн користувачів.

## УНБА
Український національний біографічний архів (УНБА) — науково-інформаційний проект Інституту біографічних босліджень Національної бібліотеки України імені В.І. Вернадського (ІБД НБУВ), метою якого «створення фундаментального вітчизняного науково-інформаційного ресурсу, який інтегрував би вивірену інформацію про діячів України минулих часів і слугував би зростаючим інформаційним потребам сфер освіти, науки, культури, державного управління, завданням репрезентації України у світі».

## Головний корпус
- Головний корпус НБУВ розташований за адресою: Київ, проспект Голосіївський, 3.
- Будівля розташована на ділянці площею 3 га, здана в експлуатацію у 1989, зведена за проєктом архітекторів Вадима Гопкала, Вадима Гречини та Валерія Песковського.
- Вертикальна частина споруди (книгосховище) налічує 27 поверхів, у горизонтальній частині розміщені читальні зали та службові приміщення бібліотеки.
- Висота будівлі — 76,7 м (78,6 м зі шпилем).
- Інтер'єр приміщення оздоблено творами образотворчого мистецтва значної художньої вартості.
- У центральному вестибюлі розташоване монументально-декоративне панно «Біль землі» (автори Володимир Пасивенко та Володимир Прядка, площа 300 м²), виконане у техніці енкаустики. Основною темою композиції є розкриття головного призначення науки — захисту життя на Землі.
- Фоє перед читальними залами прикрашає гобелен-триптих «Витоки слов'янської писемності» (автори Марія Литовченко та Іван Литовченко, розмір 7×3,5 м), виконаний у техніці ручного ткацтва. Матеріали — вовна, люрекс. Композиційне рішення гобелена обумовлене наявністю колон, які не дозволяють сприйняти всю площу полотна одночасно. У центральній частині на фоні яскравого вогню зображені язичницькі символи, які уособлюють образи створення світу та зародження писемності. На зміну символічним образам приходять конкретні: київський літописець Нестор, творці слов'янської азбуки Кирило і Мефодій, лексикограф, письменник і гравер Памво Беринда — автор першого друкованого українського словника, український і російський першодрукар Іван Федоров, політичний і освітній діяч України митрополит київський Петро Могила. Ліва та права частини триптиха присвячені еволюції засобів писемності в умовах інформатизації суспільства.
- Окрасою бібліотечного інтер'єру є скульптурні композиції авторського колективу під керівництвом Бориса Довганя. У центральному вестибюлі встановлено бюст організатора і першого президента Української академії наук, фундатора бібліотеки Володимира Вернадського.
- Головний корпус НБУВ неодноразово з'являвся у музичних кліпах українських та іноземних виконавців. Будівля та внутрішні приміщення з'являються у відеороботах на пісні Zayn, Frightened Rabbit, Paloma Faith, NCT[18], Netta[19], ONUKA[20].Головний корпус бібліотеки також з'являється у серіалі каналу HBO "Чорнобиль".